# Menthon-Saint-Bernard
Menthon-Saint-Bernard és un municipi francès situat al departament de l'Alta Savoia i a la regió d'Alvèrnia-Roine-Alps. L'any 2007 tenia 1.841 habitants.

## Demografia

### Població
El 2007 la població de fet de Menthon-Saint-Bernard era de 1.841 persones. Hi havia 771 famílies de les quals 210 eren unipersonals (87 homes vivint sols i 123 dones vivint soles), 257 parelles sense fills, 245 parelles amb fills i 59 famílies monoparentals amb fills.
La població ha evolucionat segons el següent gràfic:
Habitants censats

### Habitatges
El 2007 hi havia 1.164 habitatges, 787 eren l'habitatge principal de la família, 285 eren segones residències i 92 estaven desocupats. 688 eren cases i 474 eren apartaments. Dels 787 habitatges principals, 581 estaven ocupats pels seus propietaris, 170 estaven llogats i ocupats pels llogaters i 37 estaven cedits a títol gratuït; 24 tenien una cambra, 92 en tenien dues, 136 en tenien tres, 126 en tenien quatre i 409 en tenien cinc o més. 658 habitatges disposaven pel capbaix d'una plaça de pàrquing. A 338 habitatges hi havia un automòbil i a 412 n'hi havia dos o més.

### Piràmide de població
La piràmide de població per edats i sexe el 2009 era:
| Homes | Edats   | Dones |
| ----- | ------- | ----- |
| 0     | 95 o +  | 0     |
| 0     | 90 a 94 | 8     |
| 8     | 85 a 89 | 8     |
| 16    | 80 a 84 | 16    |
| 48    | 75 a 79 | 48    |
| 32    | 70 a 74 | 32    |
| 32    | 65 a 69 | 48    |
| 28    | 60 a 64 | 40    |
| 56    | 55 a 59 | 56    |
| 64    | 50 a 54 | 80    |
| 76    | 45 a 49 | 72    |
| 60    | 40 a 44 | 88    |
| 56    | 35 a 39 | 24    |
| 60    | 30 a 34 | 84    |
| 60    | 25 a 29 | 52    |
| 24    | 20 a 24 | 8     |
| 60    | 15 a 19 | 92    |
| 44    | 10 a 14 | 36    |
| 56    | 5 a 9   | 32    |
| 32    | 0 a 4   | 40    |

## Economia
El 2007 la població en edat de treballar era de 1.149 persones, 850 eren actives i 299 eren inactives. De les 850 persones actives 800 estaven ocupades (433 homes i 367 dones) i 52 estaven aturades (23 homes i 29 dones). De les 299 persones inactives 95 estaven jubilades, 98 estaven estudiant i 106 estaven classificades com a «altres inactius».

### Ingressos
El 2009 a Menthon-Saint-Bernard hi havia 811 unitats fiscals que integraven 1.970 persones, la mediana anual d'ingressos fiscals per persona era de 30.906 €.

### Activitats econòmiques
Dels 137 establiments que hi havia el 2007, 1 era d'una empresa alimentària, 2 d'empreses de fabricació d'altres productes industrials, 15 d'empreses de construcció, 18 d'empreses de comerç i reparació d'automòbils, 6 d'empreses de transport, 17 d'empreses d'hostatgeria i restauració, 7 d'empreses d'informació i comunicació, 10 d'empreses financeres, 12 d'empreses immobiliàries, 22 d'empreses de serveis, 19 d'entitats de l'administració pública i 8 d'empreses classificades com a «altres activitats de serveis».
Dels 25 establiments de servei als particulars que hi havia el 2009, 1 era una oficina de correu, 1 una oficina bancària, 1 taller de reparació d'automòbils i de material agrícola, 1 paleta, 7 fusteries, 1 lampisteria, 2 electricistes, 1 perruqueria, 6 restaurants, 3 agències immobiliàries i 1 saló de bellesa.
Dels 7 establiments comercials que hi havia el 2009, 1 era una gran superfície de material de bricolatge, 1 una botiga de menys de 120 m², 1 una fleca, 1 una peixateria, 1 una botiga d'electrodomèstics i 2 floristeries.
L'any 2000 a Menthon-Saint-Bernard hi havia 5 explotacions agrícoles.

## Equipaments sanitaris i escolars
L'únic equipament sanitari que hi havia el 2009 era una farmàcia.
El 2009 hi havia 2 escoles maternals i 2 escoles elementals.

## Poblacions més properes
El següent diagrama mostra les poblacions més properes.